# Polychrus
Famille
Synonymes
- Polychrotinae Fitzinger, 1843

Genre
Polychrus est l'unique genre de sauriens de la famille des Polychrotidae.

## Répartition
Les espèces de ce genre se rencontrent en Amérique du Sud et en Amérique centrale.

## Liste des espèces
Selon The Reptile Database (18 août 2019) :
- Polychrus acutirostris Spix, 1825
- Polychrus auduboni Hallowell, 1845
- Polychrus femoralis Werner, 1910
- Polychrus gutturosus Berthold, 1846
- Polychrus jacquelinae Koch, Venegas, Garcia-Bravo & Böhme, 2011
- Polychrus liogaster Boulenger, 1908
- Polychrus marmoratus (Linnaeus, 1758)
- Polychrus peruvianus (Noble, 1924)

## Publications originales
- Cuvier, 1817 : Le règne animal distribué d’après son organisation, pour servir de base à l’histoire naturelle des animaux et d’introduction a l’anatomie comparée. Vol. 2. Les reptiles, les poissons, les mollusques et les annélides, Déterville, Paris.
- Fitzinger, 1843 : Systema Reptilium, fasciculus primus, Amblyglossae. Braumüller et Seidel, Wien, p. 1-106 (texte intégral).